# Aulendorf
Aulendorf è una città tedesca situata nel land del Baden-Württemberg.